# Windows Package Manager
Windows Package Manager (česky Správce balíčků Windows, také známý jako winget) je bezplatný a open-source správce balíčků navržený společností Microsoft pro Windows 10 a vyšší. Skládá se z nástroje příkazového řádku a sady služeb pro instalaci aplikací. Nezávislí dodavatelé softwaru jej mohou používat jako distribuční kanál pro své softwarové balíčky.

## Historie
Windows Package Manager byl poprvé oznámen na vývojářské konferenci Microsoft Build v květnu 2020.
Verze 1.0 byla vydána 27. května 2021. Microsoft Community Repository k tomuto datu obsahovalo více než 1 400 balíčků.